# Paolo Silvio Boccone
Pour les articles homonymes, voir Boccone.
Paolo Silvio Boccone (né le 24 avril 1633 à Palerme; mort le 22 décembre 1704 à Altofonte) est un botaniste et moine italien. Carl von Linné (1707-1778) lui a dédié le genre Bocconia de la famille des Papaveraceae.

## Biographie
Né d’une famille noble, à Palerme, en 1633, il eut dès sa jeunesse une passion pour l’étude de l’histoire naturelle en général, et en particulier pour celle de la botanique. Il parcourut une grande partie de l'Europe occupé surtout de recherches botaniques, et partout il cherchait à former des liaisons avec les personnes qui cultivaient les mêmes sciences. À Paris, il eut l'occasion de connaître Jacques Barrelier. Il fit aussi connaissance avec l’abbé Bourdelot. Boccone lui fit part des différentes observations qu’il avait faites dans toutes les branches de l’histoire naturelle, et ces observations furent publiées à Amsterdam, en 1674, sous le titre de Recherches et Observations d’histoire naturelle. S’étant lié, à Londres, avec Charles Hatton, William Sherard et Robert Morison, celui-ci l’engagea à publier un ouvrage sur les plantes qu’il avait observées, et se chargea de le revoir et d’en diriger l’impression. Cet ouvrage parut à Oxford, sous le titre d’Icones et Descriptiones rariorum plantarum Siciliæ, Melitæ, Galliæ, et Italiæ, etc., Oxford, 1674, in-4°, avec  52 pl. Boccone séjourna ensuite à Venise, et le célèbre William Sherard, à qui il fit voir ses collections, le détermina à publier un autre ouvrage plus volumineux. Il a paru sous le titre de Museo di piante rare della Sicilia, Malta, Corsica, Italia, Piemonte e Germania, Venise, Zuccato, 1697, in-4°, avec 133 planches contenant 319 figures. Dans ces deux ouvrages, il se trouve environ cent vingt plantes qui n’avaient pas été bien connues précédemment.
Boccone fut nommé botaniste de la cour du grand-duc de Toscane Ferdinand II (1610-1670), puis de son fils Cosme III (1642-1723). En 1682 il prit l’habit de l’Ordre cistercien, sous le nom de Silvio. De là vient que ses derniers ouvrages portent ce nom, au lieu de celui de Paolo. Il se retira dans un couvent de son ordre, près de Palerme, où il mourut le 22 décembre 1704, âgé de 71 ans. Renommé dans la communauté scientifique européenne, il fut en contact avec de nombreux naturalistes. Le Français Charles Plumier (1646-1704) étudia auprès de lui à Rome.

## Œuvres

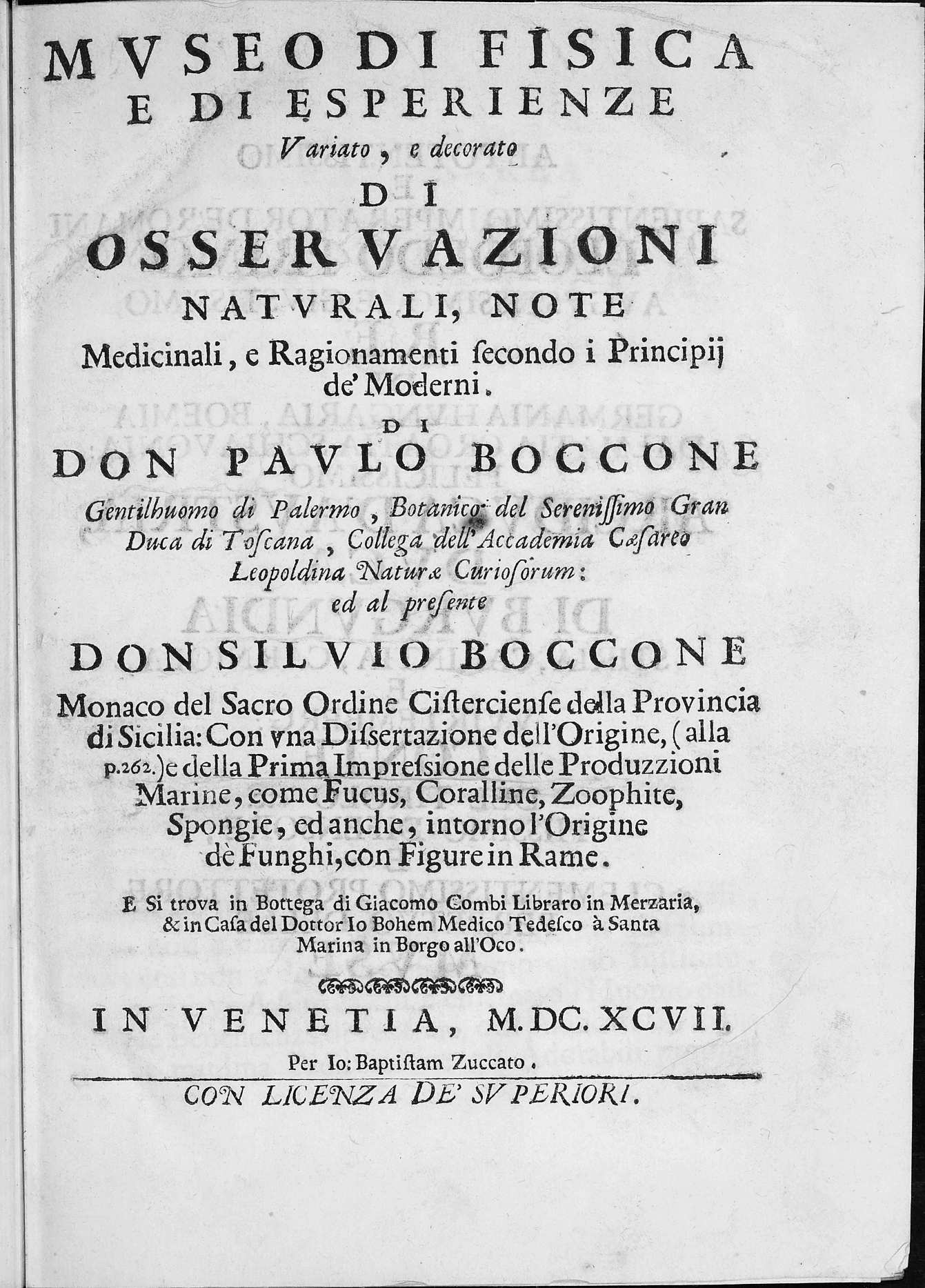
Museo di fisica e di esperienze, 1697

Liste partielle de ses publications :
- Manifestum botanicum de plantis Siculis, Catane, 1668, in-fol.
- Della pietra belzuar minerale Siciliana, lettera familiare, Monteleone, apud Dominicum Ferrum, 1669, in-4°.
- Recherches et observations naturelles touchant le corail, pierre étoilée, embrasement du mont Etna, Parisiis, apud Baloin ad Palatum, 1672.
- Une Lettre sur la botanique, imprimée dans le recueil des Bizzarrie botaniche de Nicolò Gervasi, Naples, 1673, in-4°.
- Appendix ad Museum de plantis Siculis, cum observationibus physicis nonnullis.
- Recherches et Observations naturelles touchant le corail, la pierre étoilée, l’embrasement du mont Etna, dont il existe deux éditions, une de Paris, 1671, in-12, et une autre d’Amsterdam, 1674, in-8°, qui est plus ample que la première : c’est l’ouvrage dont on a parlé ci-dessus ; il fut aussi traduit en néerlandais, Amsterdam, 1744, in-8°. Les Recherches sur l’embrasement de l’Etna sont aussi imprimées à part, Paris, 1673, in-12.
- Recherches et observations naturelles, Amsterdam, chez Jean Jansson, 1674.
- Icones et descriptiones rariorum plantarum Siciliae, Melitae, Galliae et Italiae... auctore Paulo Boccone,... (Edit R. Morison.), Oxford, e theatro Sheldoniano, 1674. In-4 ? , XVI-96 p., fig.
- Icones et descriptiones rariorum plantarum Siciliae, Melitae, Galliae et Italiae... auctore Paulo Boccone,...cum praefatione Roberti Mossiockii, Lugduni, apud Robertum Scott, 1674.
- Novitiato alla Segretaria del sig. D. Paolo Boccone, gentiluomo di Palermo, lettura grata non meno a principi che a loro segretari, per mostrare con facilità e brevità l'arte d'un accorto secretario, Genuae, apud haeredes Calenziani, sd. In-12°.
- Osservazioni naturali, ove si contengono materie medico-fisiche, e di botanica, produzioni naturali fosfori diversi, fuochi sotterranei d'Italia e altre curiosità, disposte in trattati familiari, Bologne, apud Monolessos, 1684. In-12° : c’est un premier jet de son Museo di fisica, mais avec des différences.
- Museo di fisica e di esperienze, variato e decorato di osservazioni naturali, e note medicinali, etc., Venise, 1697, in-4°, avec 18 planches gravées. Cet ouvrage avait été précédé d’une espèce de prospectus, qui fut publié en allemand, sous ce titre : Curiose Anmerkungen, etc., avec 4 planches, Francfort et Leipzig, 1694 et 1697, in-12.
- Elegantissimarum plantarum Semina botanicis honesto pretio oblata per P. Bocconum, mêmes lieu, date et format.
- Museo di fisica e di esperienze variato e decorato di osservazioni naturali, note medicinali..., Venetia, J. B. Zuccato, 1697. In-4 ?, VIII-319 p., pl. et portr.
- Museo di piante rare della Sicilia, Malta, Corsica, italia, Piemonte e Germania con figure 133 in rame, Venetiis, apud Ioannem Baptistam Zuccarum, 1697.
- Museum experimentale-physicum, complectens observationes eruditis et curiosis in Germania viris dicatus, Francofurti, apud Michaelem Rohrbach, 1697. In-12°.
- Lettre de Monsieur Boccone,... écrite à Mr. l'Abbé Bourdelot,... touchant l'embrasement du mont Etna, s. l. n. d. In-12, paginé 67-78, carte.
- Epistola botanica

Boccone a aussi fourni quelques observations à l’Académie Léopoldine, où il fut reçu en 1696. Plusieurs de ses ouvrages sont demeurés inédits, tels que son Histoire naturelle de Malte.